# Огренич Надія Миколаївна
Огренич Надія Миколаївна (нар. 27 березня 1947, с. Петрівське, Білозерського району Херсонської області) — директор Миколаївського обласного інституту післядипломної педагогічної освіти (2004), кандидат педагогічних наук (1997), доцент кафедри загального мовознавства та лінгводидактики Миколаївського державного університету ім. В. О. Сухомлинського (2007), доктор філософії, заслужений працівник освіти України.

## Життєпис
Надія Миколаївна Огренич народилася 27 березня 1947 року в с. Петрівське Білозерського району Херсонської області. У 1977 році закінчила Одеський державний університет ім. І. І. Мечникова за спеціальністю викладач української мови і літератури.

## Професійна діяльність
- З 1965 року — вчитель української мови та літератури в загальноосвітній школі № 2 м. Миколаїв.

- З 1985 року — методист, завідуюча відділом мовно-літературної освіти, кафедрою мовно-літературної освіти, заступник директора з навчально-методичної роботи

- З 2004 року — директор Миколаївського обласного інституту післядипломної педагогічної освіти.

- З 2007 року — доцент кафедри загального мовознавства та лінгводидактики Миколаївського державного університету ім. В. О. Сухомлинського.

## Нагороди
- 2007 — заслужений працівник освіти України

- 2002, 2004, 2005 — нагороджена Грамотами Міністерства освіти і науки України

- 2005 — нагороджена нагрудним знаком «Василь Сухомлинський»

- дипломом Міністерства освіти і науки України в номінації «Кращий адміністратор року».

## Наукова, педагогічна та навчально-методична робота
За час роботи на посадах заступника директора та директора Миколаївського обласного інституту післядипломної педагогічної освіти значно модернізувалася робота з педагогічними працівниками області. Н. М. Огренич — голова журі Всеукраїнського конкурсу «Учитель року», який проходив у Одесі, Миколаєві, Хмельницькому, Чернігові.